# Liste von Kunstwerken im öffentlichen Raum in Martigny
Dies ist eine Liste von Kunstwerken im öffentlichen Raum in Martigny. Sie enthält öffentlich zugängliche Objekte in Martigny (Kanton Wallis, Schweiz).
| Foto                                   |                 | Objekt                                                   |  | Typ                    |  |                 | Teil von       | Standort                                                                                           | Künstler           | Datierung | Beschreibung |
| -------------------------------------- | --------------- | -------------------------------------------------------- |  | ---------------------- |  | --------------- | -------------- | -------------------------------------------------------------------------------------------------- | ------------------ | --------- | --- |
| Le Minotaure                           | Datei hochladen | Le Minotaure                                             |  | Skulptur, Kreiselkunst |  | Verkehrskreisel |                | Rond-Point du Minotaure/Avenue de la Gare/Rue du Léman ·                                           | Hans Erni          |           | |
|                                        | Datei hochladen | Vorlage:WLPA-CH-Zeile name= ist Pflichtparameter         |  |                        |  |                 |                | Avenue de la Gare 4 ·                                                                              |                    |           | |
| Résurgence                             | Datei hochladen | Résurgence                                               |  | Brunnen Bronze         |  | Brunnen         |                | Rue de l'Hôtel de Ville 10 ·                                                                       | Michel Favre       | 1998      | Grösse: 180 × 110 × 340 cm |
| BW                                     | Datei hochladen | Le Grand Couple                                          |  | Kreiselkunst           |  | Verkehrskreisel |                | Rue des Avouillons/Rue du Simplon ·                                                                | André Raboud       |           | |
| BW                                     | Datei hochladen | Constellation                                            |  | Kreiselkunst           |  | Verkehrskreisel |                | Place de Plaisance/Avenue du Grand-St-Bernard/Rue des Morasses/Rue de l'Hôpital/Rue de Plaisance · | André Ramseyer     | 2002      | |
| BW                                     | Datei hochladen | Secrète                                                  |  | Kreiselkunst Marmor    |  | Verkehrskreisel |                | Giratoire de la Chapelle Saint-Michel/Avenue du Grand-St-Bernard/Rue du Bourg ·                    | Antoine Poncet     | 1992      | Errichtet 1995 als erstes der Werke auf Kreiseln |
| BW                                     | Datei hochladen | Epurée                                                   |  | Kreiselkunst           |  | Verkehrskreisel |                | Giratoire de la Louve/Place de Rome/Rue des Cèdres/Rue du Rhône ·                                  | Antoine Poncet     |           | Errichtet 2020 anstelle von "Dreiweib" |
| Tige Martigny                          | Datei hochladen | Tige Martigny                                            |  | Kreiselkunst           |  | Verkehrskreisel |                | Avenue de Fully/Rue du Courvieux/Rue du Battoir/Avenue des Grandes Marsches ·                      | Bernhard Luginbühl |           | |
| BW                                     | Datei hochladen | Complainte du Vent                                       |  | Kreiselkunst           |  | Verkehrskreisel |                | Avenue de Fully/Rue du Verney/Anschluss A9 Martigny-Fully westwärts ·                              | Gillian White      |           | |
| BW                                     | Datei hochladen | Symphonie                                                |  | Kreiselkunst           |  | Verkehrskreisel |                | Rue du Simplon/Rue du Léman/Avenuedes Neuvilles ·                                                  | Josef Staub        |           | |
| BW                                     | Datei hochladen | Verticale                                                |  | Kreiselkunst           |  | Verkehrskreisel |                | Rue d'Octodure/Route du Levant ·                                                                   | Maurice Ruche      | 1999      | |
| BW                                     | Datei hochladen | Grande Synergie du Bourg                                 |  | Kreiselkunst           |  | Verkehrskreisel |                | Avenue du Grand-St-Bernard/Rue de Rossettan/Rue du Levant/Rue du Bourg ·                           | Michel Favre       |           | |
| BW                                     | Datei hochladen | Le Visionnaire                                           |  | Kreiselkunst           |  | Verkehrskreisel |                | Rue du Simplon/Rue de l'Ancienne-Pointe ·                                                          | Michel Favre       |           | |
| BW                                     | Datei hochladen | Stèle du Temps                                           |  | Kreiselkunst           |  | Verkehrskreisel |                | Rue du Levant/Rue de Verdan ·                                                                      | Raphaël Moulin     |           | |
| BW                                     | Datei hochladen | Trias                                                    |  | Kreiselkunst           |  | Verkehrskreisel |                | Rue du Levant/A21 Anschluss Martigny-Expo/Avenue des Neuvilles ·                                   | Silvio Mattioli    |           | |
| BW                                     | Datei hochladen | Verso la luce                                            |  | Kreiselkunst           |  | Verkehrskreisel |                | Avenue de Fully/Anschluss A9 Martigny-Fully ostwärts ·                                             | Silvio Mattioli    |           | |
| BW                                     | Datei hochladen | 8 jours pour convaincre                                  |  | Kreiselkunst           |  | Verkehrskreisel |                | Avenue de Fully/Route d'Ottan ·                                                                    | Valentin Carron    |           | |
| BW                                     | Datei hochladen | Skulptur 1991                                            |  | Kreiselkunst           |  | Verkehrskreisel |                | Avenue de la Fusion/Rue de la Dranse ·                                                             | Willy Frehner      |           | errichtet Juli 2022 |
| Composition II                         | Datei hochladen | Composition II                                           |  | Kreiselkunst           |  | Verkehrskreisel |                | Avenue de Fully/Rue du Léman ·                                                                     | Yves Dana          |           | |
|                                        | Datei hochladen | Vorlage:WLPA-CH-Zeile name= ist Pflichtparameter         |  | Mosaik                 |  |                 |                | Avenue de la Gare ·                                                                                | Paul Monnier       |           | |
|                                        | Datei hochladen | Vorlage:WLPA-CH-Zeile name= ist Pflichtparameter         |  | Wandbild               |  |                 |                | Koordinaten fehlen! Hilf mit.                                                                      |                    |           | |
| BW                                     | Datei hochladen | Vorlage:WLPA-CH-Zeile name= ist Pflichtparameter [ b 1 ] |  | Brunnen, Relief        |  | Brunnen         |                | Rue des Finettes ·                                                                                 | Jean Casanova      | 1946      | Relief mit 5 Personifizierungen der früheren Teile Martignys: Martigny-Ville, Martigny-Bourg, La Bàtiaz, Charrat, Martigny-Combe und Trient                                             |
|                                        | Datei hochladen | Vorlage:WLPA-CH-Zeile name= ist Pflichtparameter         |  | Brunnen, Skulptur      |  | Brunnen         |                | Place de Rome ·                                                                                    |                    |           | Brunnen mit der Kapitolinischen Wölfin, Geschenk der Stadt Rom |
| Fontaine de la Place Vaison-la-Romaine | Datei hochladen | Fontaine de la Place Vaison-la-Romaine                   |  | Brunnen Beton          |  | Brunnen         |                | Square Vaison-la-Romaine/Rue Marc Morand/Rue du Manoir ·                                           | Roni Roduner       |           | |
| Fontaine de la Place Centrale          | Datei hochladen | Fontaine de la Place Centrale                            |  | Brunnen                |  | Brunnen         | Place Centrale | Place Centrale ·                                                                                   |                    |           | |
|                                        | Datei hochladen | Vorlage:WLPA-CH-Zeile name= ist Pflichtparameter         |  | Brunnen                |  | Brunnen         | Place Centrale | Place Centrale ·                                                                                   |                    |           | |
| BW                                     | Datei hochladen | Fontaine Rue de l'Eglise                                 |  | Brunnen                |  | Brunnen         |                | Rue de l'Eglise ·                                                                                  |                    |           | |
| BW                                     | Datei hochladen | Fontaine Place du Midi                                   |  | Brunnen                |  | Brunnen         |                | Place du Midi ·                                                                                    |                    |           | |
| BW                                     | Datei hochladen | Fontaine Rue des Bonnes-Luites                           |  | Brunnen Granit         |  | Brunnen         |                | Rue des Bonnes-Luites ·                                                                            |                    |           | |
|                                        | Datei hochladen | Vorlage:WLPA-CH-Zeile name= ist Pflichtparameter         |  | Denkmal                |  | Denkmal         | Place Centrale | Place Centrale ·                                                                                   |                    |           | Inschrift mit Distanzen; u. a. "Ascensions": "Gd. Chavalard", 16 km, Alt. 2903; "Pierre-à-Voir", 19 km, Alt. 2476; "Courses": Gorges du Trient, 4 km, Alt. 463; Follatères, 4 km, 593 m |
|                                        | Datei hochladen | L'été                                                    |  | Brunnen                |  | Brunnen         |                | Koordinaten fehlen! Hilf mit.                                                                      | Jean Casanova      | 1930      | |
| Dreiweib                               | Datei hochladen | Dreiweib                                                 |  | Kreiselkunst           |  | Verkehrskreisel |                | Giratoire de la Louve/Place de Rome ·                                                              | Rudolf Blättler    | 1988      | Errichtet 1999, entfernt 2020 |